# Lista de embaixadas em Portugal
Esta página lista as representações diplomáticas em Portugal. De momento, a cidade de Lisboa é anfitriã de 88 embaixadas. Para além das embaixadas residentes, 75 países têm embaixadores acreditados em Portugal, a maioria sediados em Lisboa. Para uma lista das embaixadas portuguesas no estrangeiro consulte a lista de embaixadas de Portugal.

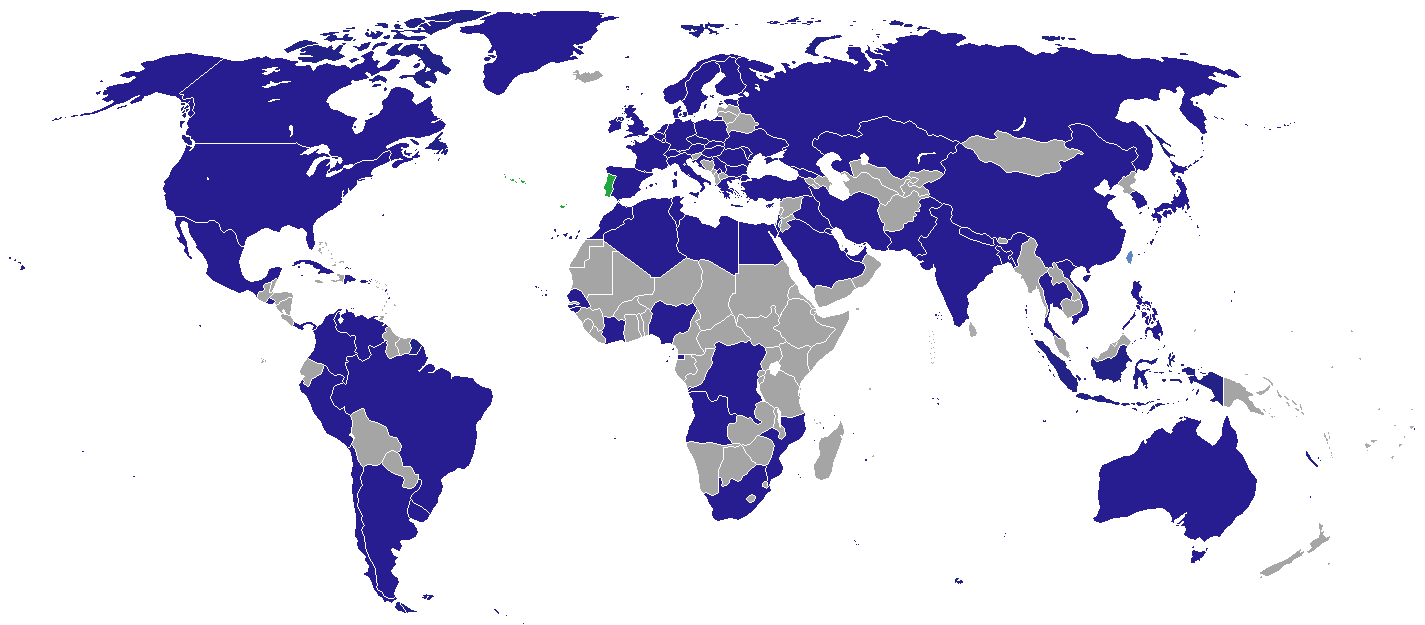
Missões diplomáticas em Portugal.

## Embaixadas
Lisboa
| - África do Sul - Alemanha - Andorra - Angola - Arábia Saudita - Argélia - Argentina - Austrália - Áustria - Bangladesh - Bélgica - Brasil - Bulgária - Cabo Verde - Canadá - Catar - Cazaquistão - Chéquia - Chile - China - Chipre - Colômbia - Coreia do Sul - Costa do Marfim - Croácia - Cuba - Dinamarca - Egito - El Salvador - Emirados Árabes Unidos | - Eslováquia - Espanha - Estados Unidos - Estónia - Filipinas - Finlândia - França - Geórgia - Grécia - Guiné-Bissau - Guiné Equatorial - Hungria - Índia - Indonésia - Irão - Iraque - Irlanda - Israel - Itália - Japão - Kosovo - Kuwait - Líbia - Luxemburgo - Malta - Marrocos - México - Mónaco - Moçambique - Moldávia | - Nigéria - Noruega - Ordem Militar Soberana de Malta - Países Baixos - Panamá - Paquistão - Paraguai - Peru - Polónia - Reino Unido - República Democrática do Congo - República Dominicana - Roménia - Rússia - São Tomé e Príncipe - Senegal - Sérvia - Suécia - Suíça - Tailândia - Timor-Leste - Tunísia - Turquia - Ucrânia - Uruguai - Vaticano - Venezuela - Vietname |

## Escritórios representativos
- Macau (Centro de Promoção e Informação Turística)
- Palestina (Delegação-Geral da Palestina)
- Taiwan (Centro Cultural e Económico de Taipé)

## Consulados-Gerais
Faro
- Brasil

Funchal
- Venezuela

Porto
- Angola
- Brasil
- Espanha
- Moçambique
- Ucrânia

## Consulados
Ponta Delgada
- Estados Unidos

Portimão
- Reino Unido

## Consulados Honorários
Angra do Heroísmo
- Cabo Verde
- Grécia

Faro
- Alemanha
- Finlândia

Funchal
- África do Sul
- Alemanha
- Finlândia
- Grécia
- Itália

Ponta Delgada
- Alemanha
- Finlândia
- Grécia
- Itália

Porto
| - África do Sul - Arménia - Áustria - Bangladesh - Bélgica - Cabo Verde - Chéquia - Chile - Chipre - Colômbia - Coreia do Sul - Costa do Marfim - Dinamarca - Etiópia - Finlândia - Grécia - Guatemala - Hungria - Índia - Islândia | - Itália - Japão - Letónia - Luxemburgo - Malta - México - Nepal - Noruega - Países Baixos - Paquistão - Polónia - Reino Unido - Roménia - San Marino - São Tomé e Príncipe - Sri Lanka - Suécia - Suíça - Tailândia |

Elvas
- Espanha

Santarém
- Brasil

Vila Real de Santo António
- Finlândia

## Embaixadas não-residentes
Residentes em Paris exceto as indicadas
- Azerbaijão (Roma)
- Afeganistão
- Albânia
- Antígua e Barbuda (Londres)
- Arménia (Roma)
- Barbados (Bruxelas)
- Bielorrússia
- Benim
- Bahrein (Londres)
- Bolívia (Haia)
- Botswana (Londres)
- Bósnia e Herzegovina (Haia)
- Brunei
- Burquina Fasso
- Burundi
- Camarões
- Camboja
- Chade
- Comores
- República do Congo
- Coreia do Norte (Roma)
- Costa Rica (Costa Rica)
- Djibuti
- Eritreia (Bruxelas)
- Essuatíni (Londres)
- Etiópia
- Equador (Londres)
- Guiné Equatorial
- Fiji (Bruxelas)
- Guiné
- Gabão
- Gâmbia
- Gana
- Granada (Bruxelas)
- Guatemala
- Guiana (Bruxelas)
- Guiné
- Haiti
- Honduras (Londres)
- Iémen
- Islândia
- Jamaica (Bruxelas)
- Jordânia (Berna)
- Laos
- Lesoto (Londres)
- Líbano (Roma)
- Libéria
- Macedónia do Norte
- Maldivas (Londres)
- Malásia
- Malawi (Londres)
- Mali
- Ilhas Maurícias
- Mauritânia
- Myanmar (Roma)
- Mongólia
- Namíbia
- Nauru (Nova Iorque)
- Nicarágua
- Níger
- Nova Zelândia
- Nepal
- Omã
- Papua-Nova Guiné (Bruxelas)
- Quênia
- República Centro-Africana
- Ruanda
- San Marino (San Marino)
- Serra Leoa (Londres)
- São Cristóvão e Neves (Londres)
- Santa Lúcia (Londres)
- São Vicente e Granadinas (Londres)
- Seicheles
- Singapura
- Síria
- Sri Lanka
- Sudão
- Sudão do Sul
- Tanzânia
- Togo
- Tonga (Londres)
- Turquemenistão
- Uganda
- Uzbequistão
- Zâmbia
- Zimbabwe